# 비로비티차
비로비티차(크로아티아어: Virovitica, 헝가리어: Verőce, 독일어: Wirowititz, 이탈리아어: Varaviza)는 크로아티아-헝가리 국경 지대에 위치한 크로아티아의 도시로, 비로비티차포드라비나주의 주도이며 면적은 178.49km2, 높이는 122m, 도시 인구는 14,663명(2011년 기준), 지방 자치체 인구는 21,327명(2011년 기준)이다. 드라바강 인근과 접하며 역사적인 지역인 슬라보니아에 속한다.

## 자매 도시
- 헝가리 버르치
- 독일 트라운로이트
- 체코 비슈코프